# رامحة كاميرونية
رامحة كاميرونية (الاسم العلمي:Dovyalis cameroonensis) هي نوع من النباتات تتبع جنس الرامحة من الفصيلة الصفصافية.